# 베니아미노프산

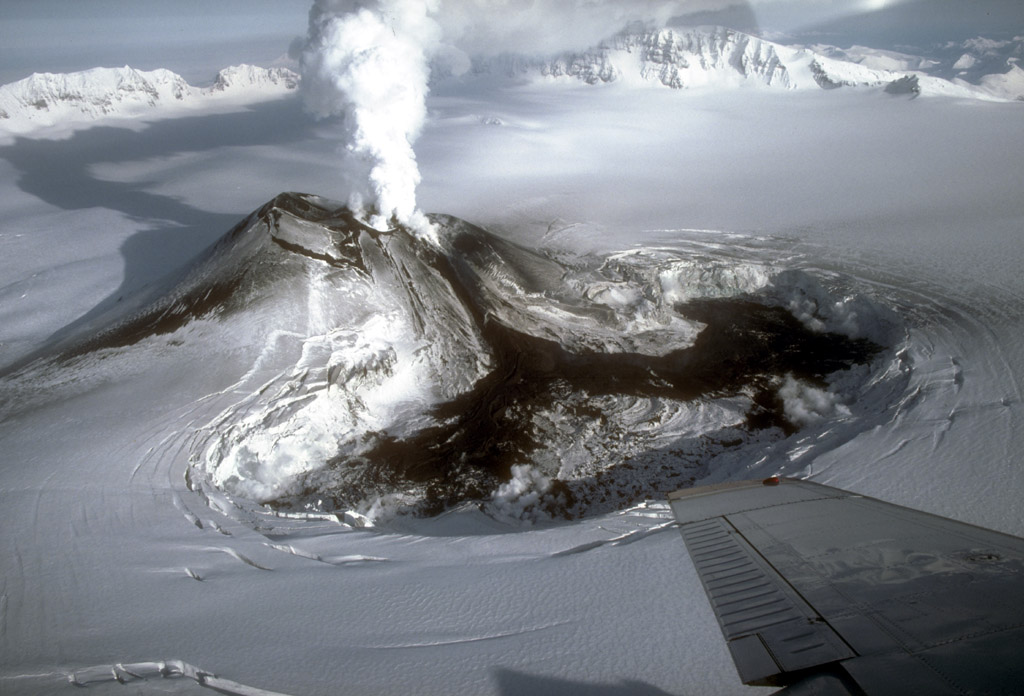

베니아미노프산(영어: Mount Veniaminof)은 미국 알래스카주에 있는 성층 화산으로, 활화산이다. 이 화산은 정상에 원형 칼데라가 있으며, 그 안에 기생화산을 품고 있다. 2014년에 마지막으로 분화하였으며, 지금도 증기를 내뿜고 있다.